# Sky High (film 1922)
Sky High è un film muto del 1922 scritto e diretto da Lynn Reynolds, che racconta la storia di un agente governativo che investiga sul contrabbando di cinesi attraverso il confine nel sud-ovest degli USA.
Il cast comprende Tom Mix, J.Farrell MacDonald, Eva Novak, Sid Jordan e Chief Tahachee. Il film venne girato nel Grand Canyon National Park in Arizona e uscì nelle sale il 22 gennaio 1922.
Nel 1998 è stato scelto per la conservazione nel National Film Registry della Biblioteca del Congresso degli Stati Uniti.

## Trama
A Grant Newburg, agente dell'immigrazione, viene affidato il compito di scoprire chi tira le fila del traffico di clandestini cinesi che arrivano negli Stati Uniti attraversando il confine messicano. Nel frattempo, a Chicago, Estelle Halloway è delusa da una lettera nella quale il suo guardiano Jim Frazer la informa che non le sarà possibile passare le vacanze con lui a Calexico come pianificato. Quando Estelle gli risponde di essere comunque intenzionata a venire con la compagna di stanza Marguerite e suo fratello, Frazer le replica di incontrarsi al Gran Canyon anziché a Calexico.
A Calexico, intanto, Newburg scopre che il capobanda è proprio Jim Frazer. Riesce ad infiltrarsi nella banda e viene inviato all’accampamento dei migranti cinesi, nascosto nel Gran Canyon. Avendo compiuto la sua missione, si allontana di nascosto per avvisare la polizia. Nel canyon, salva Estelle che era sul punto di annegare in un fiume dopo essersi persa. Grant viene poi catturato dai banditi che hanno scoperto la sua vera identità, ma riesce a fuggire grazie all’aiuto di Estelle (che viene presa dai trafficanti) e a raggiungere la città di Williams, dove contatta la polizia.
Mentre le forze dell’ordine si dirigono all’accampamento in auto, Grant si fa portare in aeroplano nel canyon, dove salta nel fiume e libera Estelle. La banda viene sgominata, Frazer viene identificato come capobanda e arrestato. Per il bene di Estelle, Grant accetta di lasciarle credere che il suo guardiano sarebbe partito per un lungo viaggio. Frazer chiede poi a Grant di prendersi cura della ragazza mentre sarà in prigione e l’agente risponde che se ne sarebbe preso cura per il resto della vita se lei glielo avesse concesso.

## Produzione
Il film fu prodotto dalla Fox Film Corporation.

## Distribuzione
Il copyright del film, richiesto da William Fox, fu registrato il 15 gennaio 1922 con il numero LP17480.
Distribuito dalla Fox Film Corporation, fu presentato in prima il 15 gennaio 1922 per uscire nelle sale USA il 22 gennaio. Il 12 aprile 1925, fu distribuito in Giappone; il 25 gennaio 1926, in Finlandia. Nel 1929, la Fox ne fece una riedizione.